# Stuart Lewis-Evans
Stuart Lewis-Evans, född 20 april 1930 i Luton, död 25 oktober 1958 i East Grinstead, var en brittisk racerförare.

## Racingkarriär
Lewis-Evans tävlade i formel 1 för Vanwall under 1950-talet och ansågs som en mycket snabb förare. Han avled efter en krasch i Marocko 1958.

## F1-karriär
| Säsong | Stall/Tillverkare      | Poäng | Placering |
| ------ | ---------------------- | ----- | --------- |
| 1957   | Connaught-Alta Vanwall | 3 2   | 12        |
| 1958   | Vanwall                | 11    | 9         |

| 1. Belgien 1958 2. Portugal 1958 | 1. Italien 1957 2. Nederländerna 1958 |